# Турали 1-й
Турали 1-й  — упразднённый населённый пункт (тип: рыбный промысел) на территории Карабудахкентского района Дагестана Российской Федерации. Входил в Манаскентский сельсовет Махачкалинского района Дагестанской АССР.

## География
Находился у мыса Сатун Каспийского моря, вблизи озёр Большое и Малое Турали . 

## История
Точная дата упразднения неизвестна.

## Инфраструктура
Основа экономики — рыболовство.  

## Транспорт
Проходила железнодорожная ветка. Развит водный транспорт. 